# Poče
Poče so naselje v Občini Cerkno.